# Aluminotermie

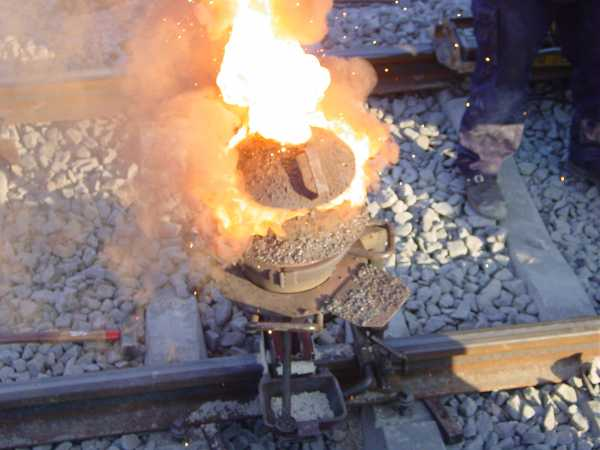
Unirea unor șine cu ajutorul aluminotermiei

Aluminotermia face referire la o serie de reacții exoterme ce decurg la temperaturi ridicate, în care aluminiul este folosit pe post de agent reducător. Procedeul aluminotermiei este folositor la nivel industrial pentru obținerea aliajelor de fier
Reacția fundamentală care are loc este reacția dintre oxidul de fier(3) și aluminiu pentru producerea fierului: 2Al+Fe2O3  → Al2O3+2Fe
Amestecul de aluminiu și oxid feric a primit numele comercial „termit”. În urma reacției se produce o temperatură de aproximativ 2400 grade C.